# Juan Bautista de Anza

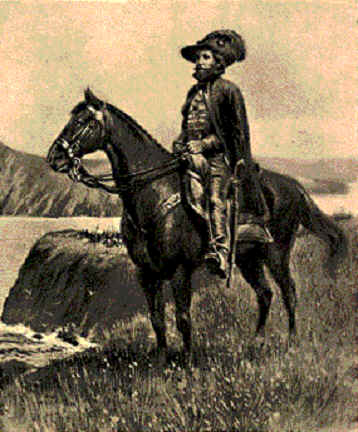
Juan Bautista de Anza

Juan Bautista de Anza Bezerra Nieto (né le 6 ou 7 juillet 1735 ou 1736, mort le 19 décembre 1788) était un explorateur et un militaire espagnol.

## Biographie
Juan Bautista est né à Fronteras, Sonora (près de Arispe), sur la frontière nord de la Nouvelle-Espagne, dans une famille militaire. Il est le fils de Juan Bautista de Anza I. En 1752, il s'enrôle dans l'armée au Presidio de Fronteras. Il progresse rapidement pour devenir capitaine en 1760. Il se marie en 1761 avec la fille du propriétaire minier espagnol Perez de Serrano. Ils n'auront pas d'enfant. Les obligations militaires de Juan Bautista consistent alors essentiellement à mener des raids contre les Amérindiens ennemis, comme les Apaches, pendant lesquels il explora une partie importante de l'actuel état d'Arizona.
En 1772, il propose au Vice-Roi de Nouvelle-Espagne de mener une expédition vers la Haute-Californie. Le roi d'Espagne donne son accord et, le 8 janvier 1774, avec 3 prêtres, 20 soldats, 11 valets et serviteurs, 35 mules, 65 têtes de bétail et 140 chevaux, Juan Bautista quitte Tubac, au sud de l'actuelle ville de Tucson, Arizona. L'expédition emprunte une route au sud le long du Rio Altar (Sonora y Sinaloa, Nouvelle-Espagne) puis elle longe l'actuelle frontière Mexique/Californie et traverse le fleuve Colorado au niveau de sa confluence avec la rivière Gila, sur le territoire de la tribu Yuman avec laquelle Juan Bautista établit de bonnes relations. L'expédition rejoint la Mission San Gabriel Arcángel près de la côte californienne le 22 mars 1774 et Monterey, Californie, la capitale de la Alta California le 19 avril. Juan Bautista retourne à Tubac fin mai 1774. L'expédition a été suivie de près par le Vice-Roi de Nouvelle-Espagne et le Roi d'Espagne et, le 2 octobre 1774, Juan Bautista est promu au rang de lieutenant-colonel et choisi pour mener un groupe de colons en Alta California. Les Espagnols étaient en effet désireux de renforcer leur présence en Californie du Nord, en partie pour se protéger contre les avancées russes en provenance du nord, et aussi pour tenter d'établir un port qui servirait de refuge pour les navires espagnols. L'expédition prend la route en octobre 1775 et atteint la Mission San Gabriel en janvier 1776, les colons ayant beaucoup souffert du temps hivernal pendant le voyage.
Jusqu'à sa mort en 1788, il fut gouverneur du Nouveau-Mexique.

## Hommages
- (2061) Anza, astéroïde.
- Lac Anza